# Osco
Osco é uma comuna da Suíça, no Cantão Tessino, com cerca de 120 habitantes. Estende-se por uma área de 11,93 km², de densidade populacional de 10 hab/km². Confina com as seguintes comunas: Dalpe, Mairengo, Olivone, Prato, Quinto.
A língua oficial nesta comuna é o Italiano.